# Barrelville (Maryland)
Barnesville es un pueblo ubicado en el condado de Montgomery en el estado estadounidense de Maryland. En el Censo de 2010 tenía una población de 172 habitantes y una densidad poblacional de 135,53 personas por km².

## Geografía
Barnesville se encuentra ubicado en las coordenadas 39°13′26″N 77°22′34″O / 39.22389, -77.37611. Según la Oficina del Censo de los Estados Unidos, Barnesville tiene una superficie total de 1.27 km², de la cual 1.27 km² corresponden a tierra firme y (0.2%) 0 km² es agua.

## Demografía
Según el censo de 2010, había 172 personas residiendo en Barnesville. La densidad de población era de 135,53 hab./km². De los 172 habitantes, Barnesville estaba compuesto por el 91.28% blancos, el 2.33% eran afroamericanos, el 1.74% eran amerindios, el 0.58% eran asiáticos, el 0% eran isleños del Pacífico, el 0% eran de otras razas y el 4.07% pertenecían a dos o más razas. Del total de la población el 1.16% eran hispanos o latinos de cualquier raza.